# Róg (góra)
Róg (niem. Strittberg, Streit-Berg) - szczyt o wysokości 715 m n.p.m., w południowo-zachodniej Polsce, w Sudetach Środkowych, w Górach Stołowych, w paśmie Zaworów.
Góra położona jest około 2,2 km na północny wschód od granic miejscowości Chełmsko Śląskie.
Najwyższy szczyt północno-zachodniej części Gór Stołowych zbudowany ze skał piaskowcowych kredy górnej. Szczyt to obszerne płaskie stoliwo porośnięte lasem świerkowym, południowo-zachodnie i północne zbocza strome, z kolei wschodnie - łagodne. Na południowo-zachodnim zboczu góry charakterystyczne dwie długie równoległe polany (jedna z nich jest startowiskiem paralotniarskim), opadające w kierunku Chełmska Śląskiego. Na zachód od szczytu, na zboczu góry przy krawędzi lasu znajduje się kaplica pw. św. Anny. Dookoła kaplicy rozmieszczone są stacje drogi krzyżowej (kalwaria).

## Turystyka

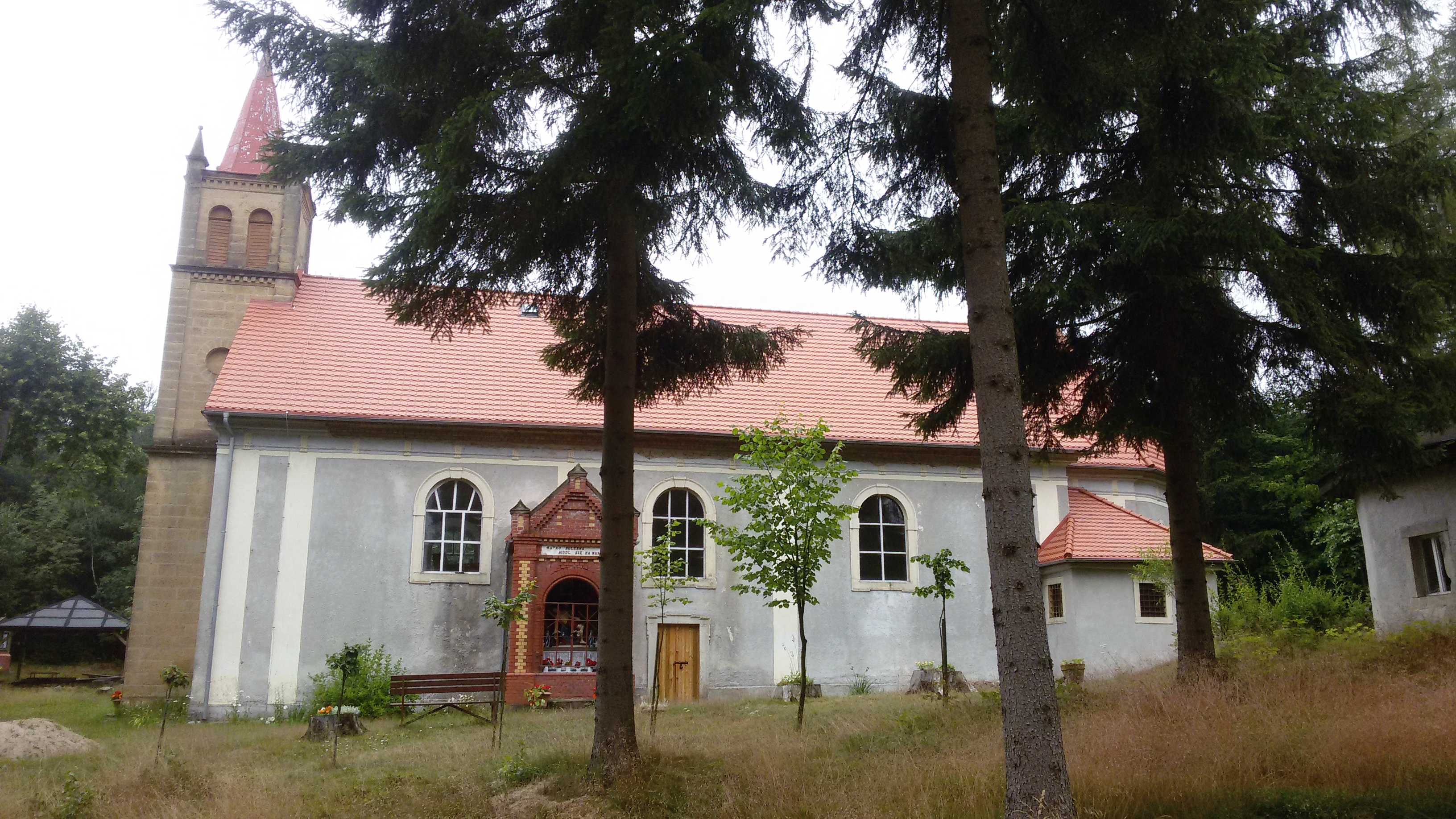
Kaplica pw. św. Anny

Na szczyt prowadzą szlaki turystyczne:
- czerwony – szlak prowadzący od drogi lokalnej Chełmsko Śląskie–Mieroszów na szczyt.
- niebieski – szlak z Mieroszowa do Lubawki.